# Sous-préfectures de République centrafricaine

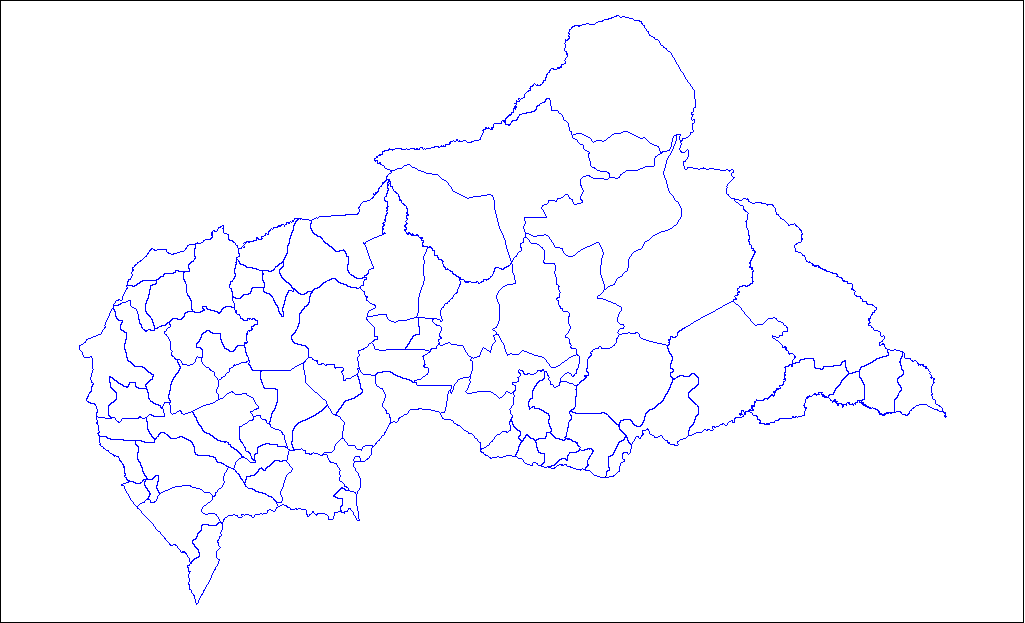
Sous-préfectures de République centrafricaine

Les préfectures de République centrafricaine sont divisées en 84 sous-préfectures,listées ci-dessous par préfectures. Les sous-préfectures étaient appelées cercles (avant 1910), subdivisions (1910-1946), et enfin districts (1947-1961).

## Bamingui-Bangoran

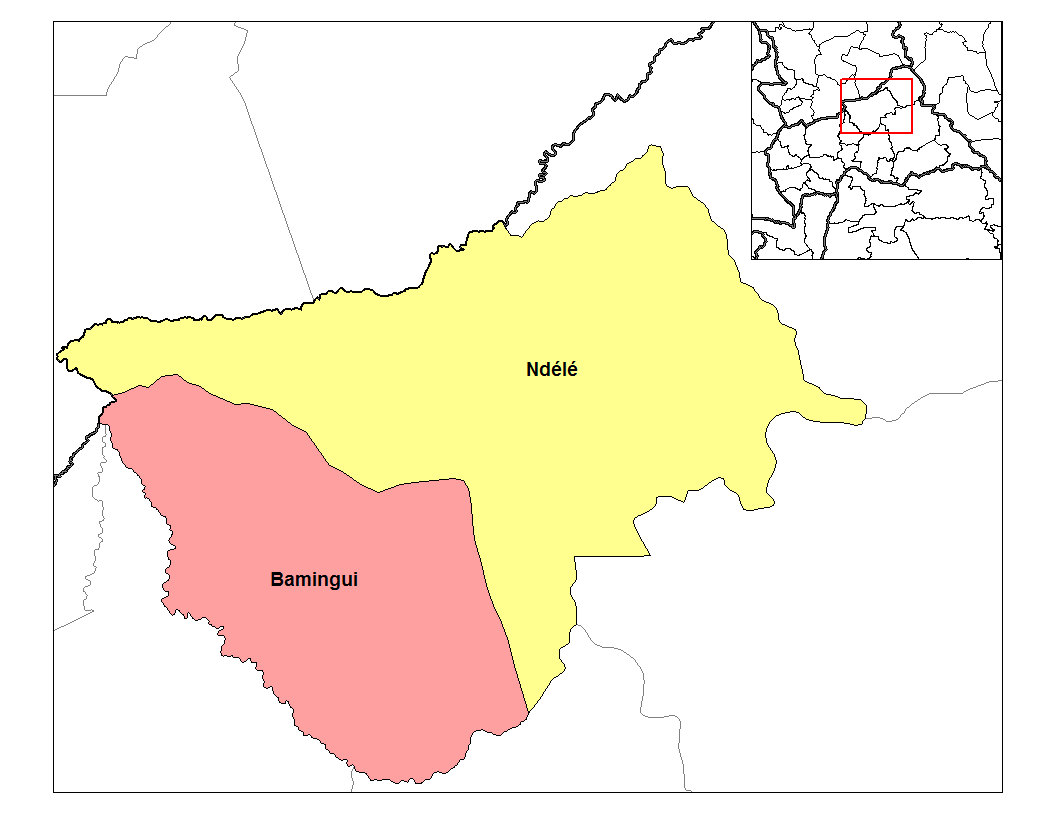
Sous-préfecture de Bamingui-Bangoran

- Bamingui
- Ndélé

## Bangui

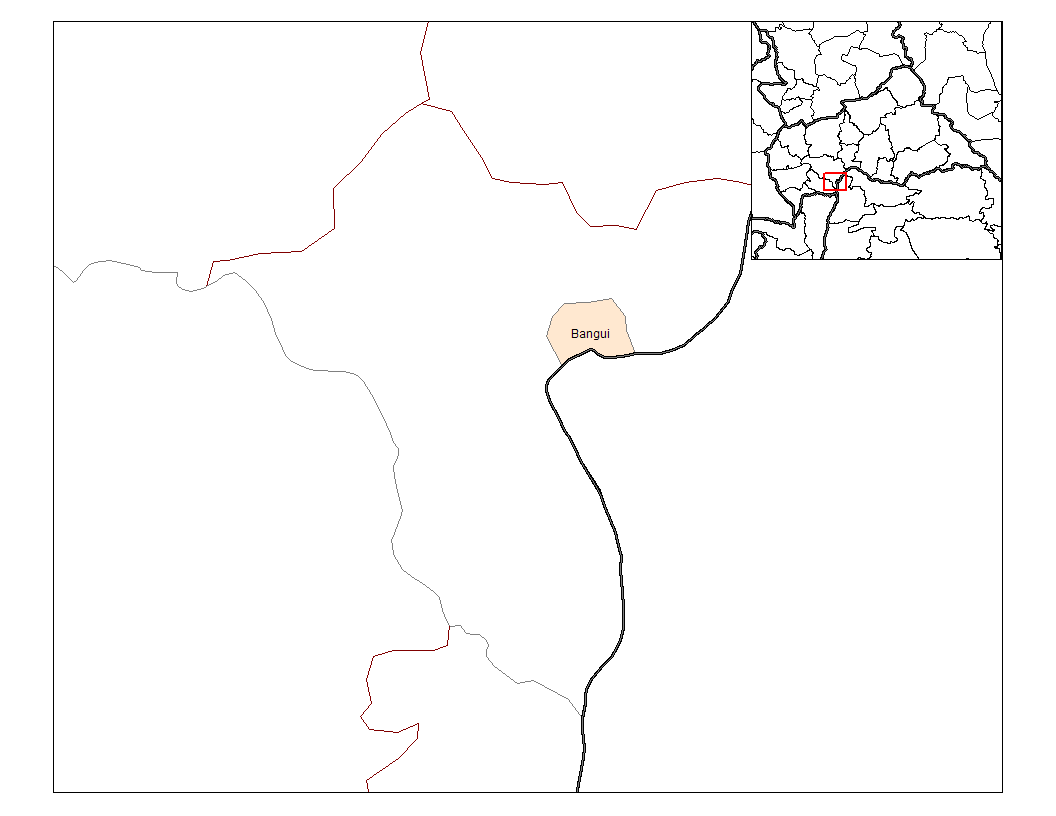
Commune de Bangui

- Bangui

## Basse-Kotto

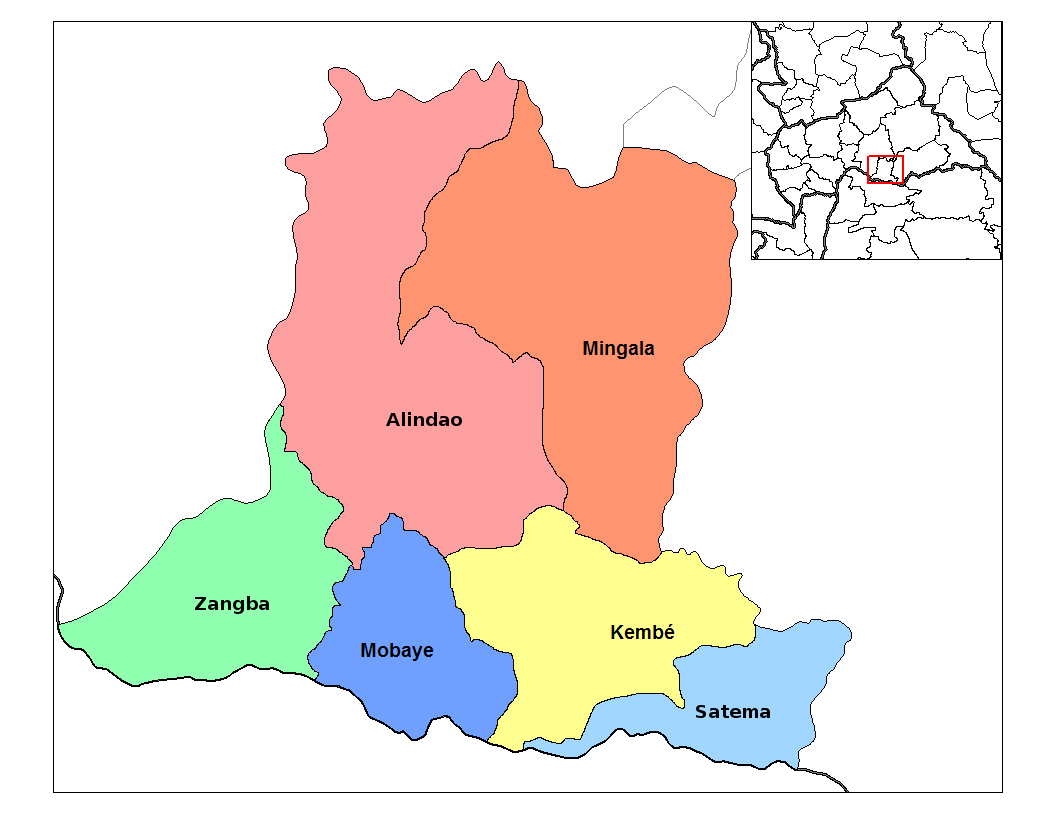
Sous-préfecture de Basse-Kotto

- Alindao
- Kembé
- Mingala
- Mobaye
- Satéma
- Zangba

## Haut-Mbomou

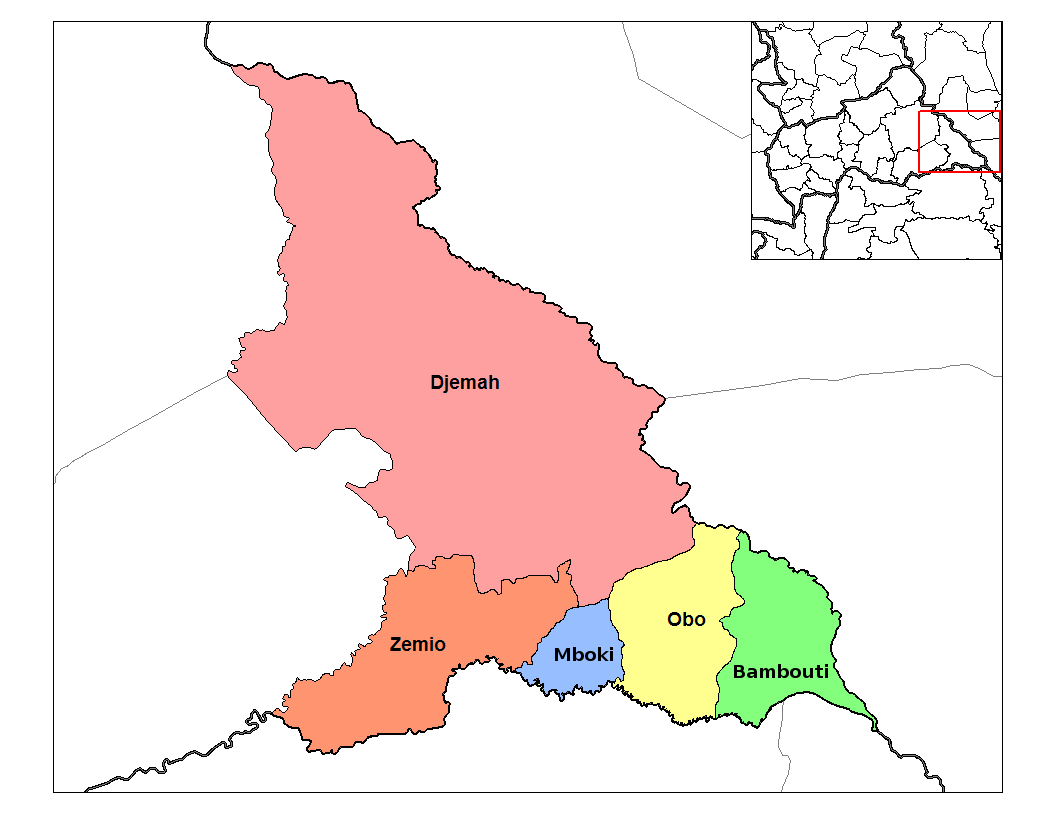
Sous-préfecture de Haut-Mbomou

- Djemah
- Obo
- Zemio
- Bambouti
- Mboki (1968-1984)[4]

## Haute-Kotto

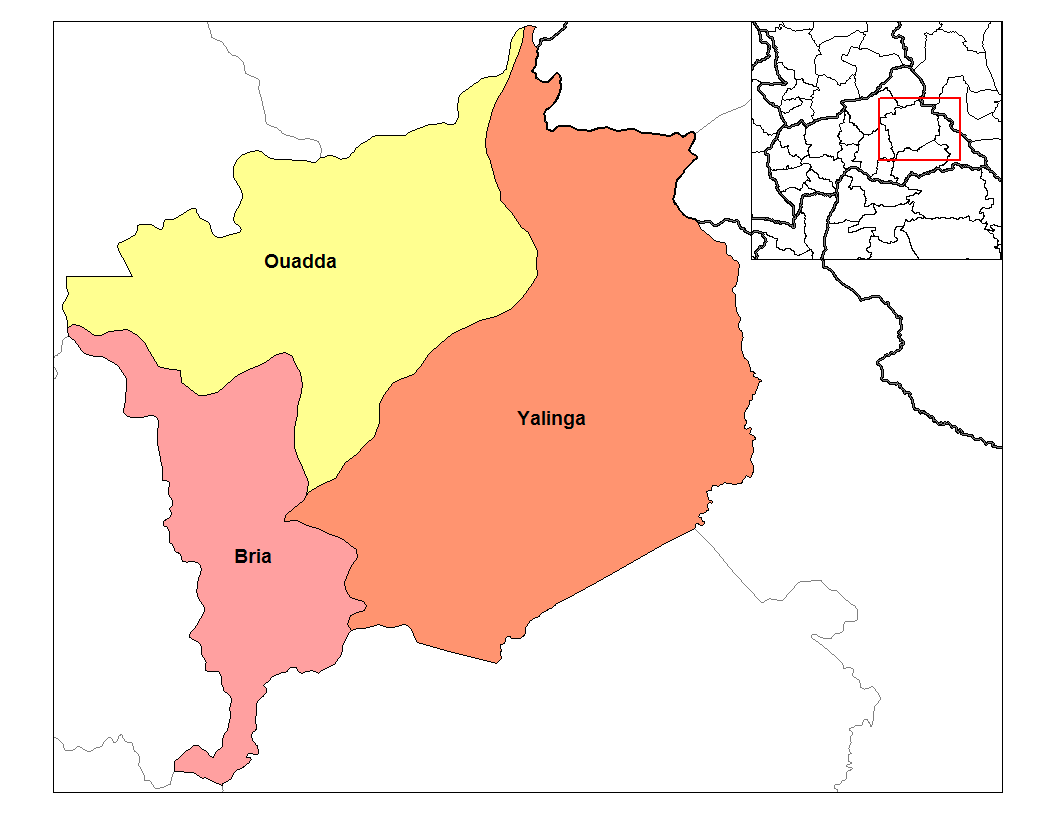
Sous-préfecture de Haute-Kotto

- Bria
- Ouadda
- Yalinga

## Kémo

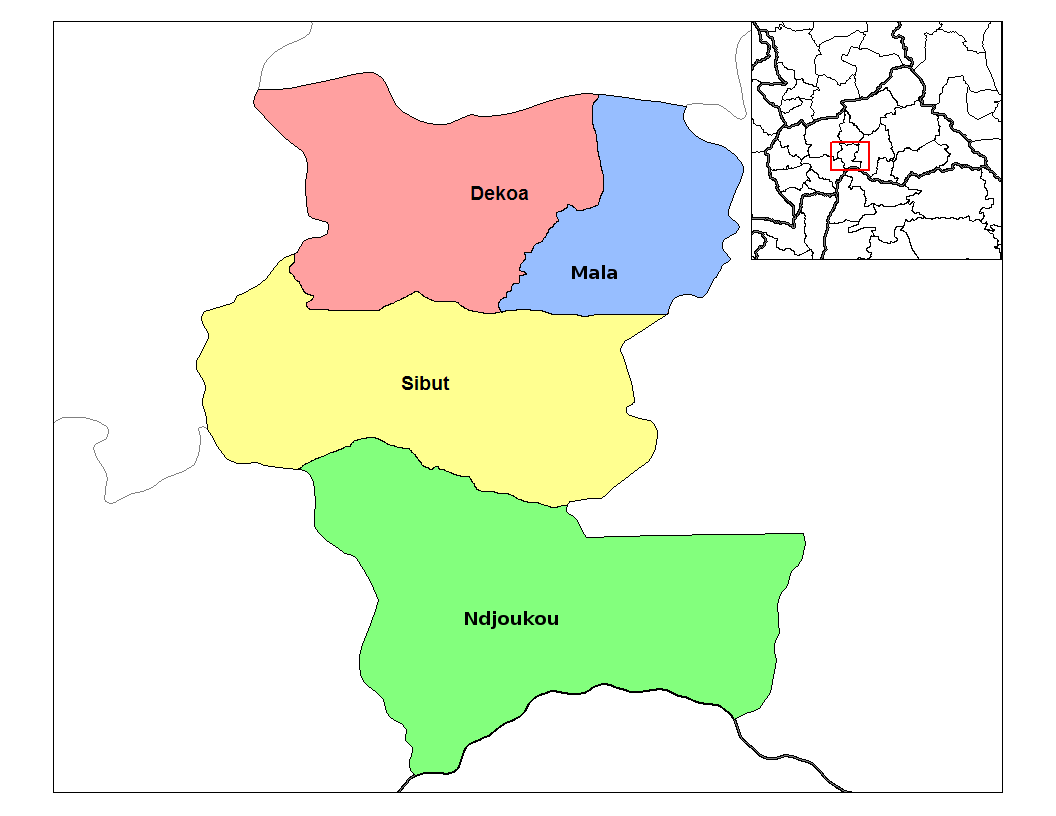
Sous-préfecture de Kemo

- Dékoa
- Mala
- Ndjoukou
- Sibut

## Lobaye

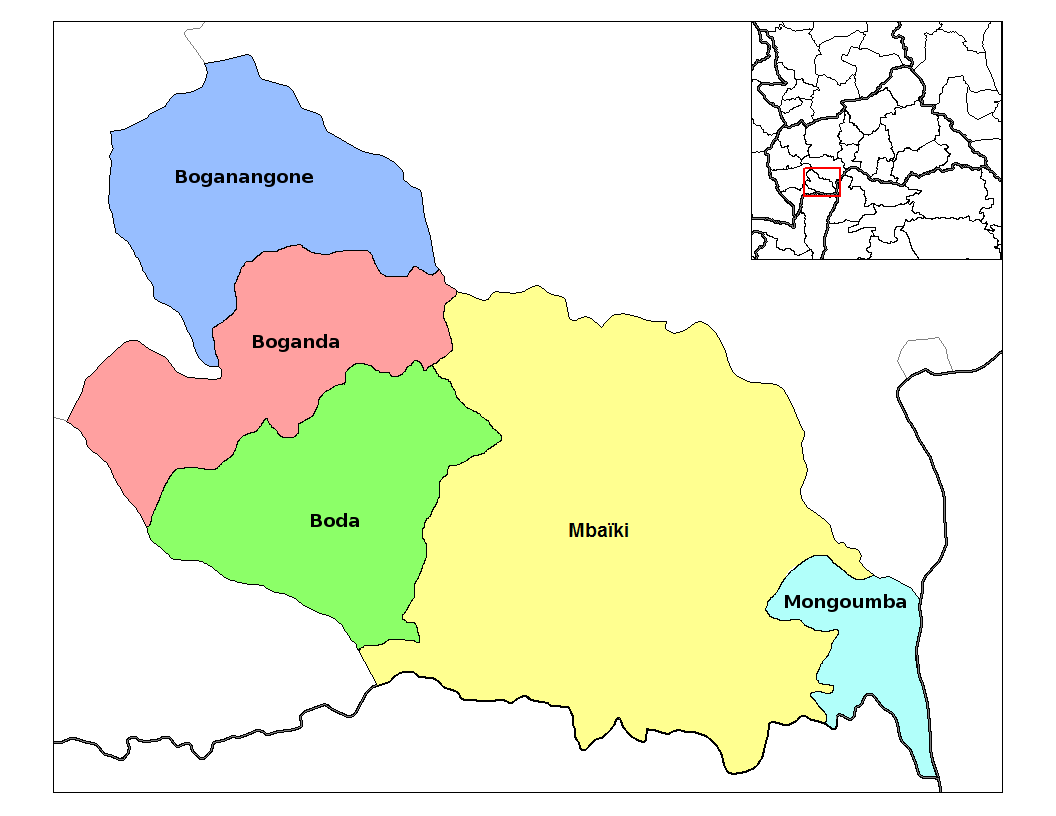
Sous-préfecture de Lobaye

- Boda
- Boganangone
- Boganda
- Mbaïki
- Mongoumba

## Mambéré-Kadéï

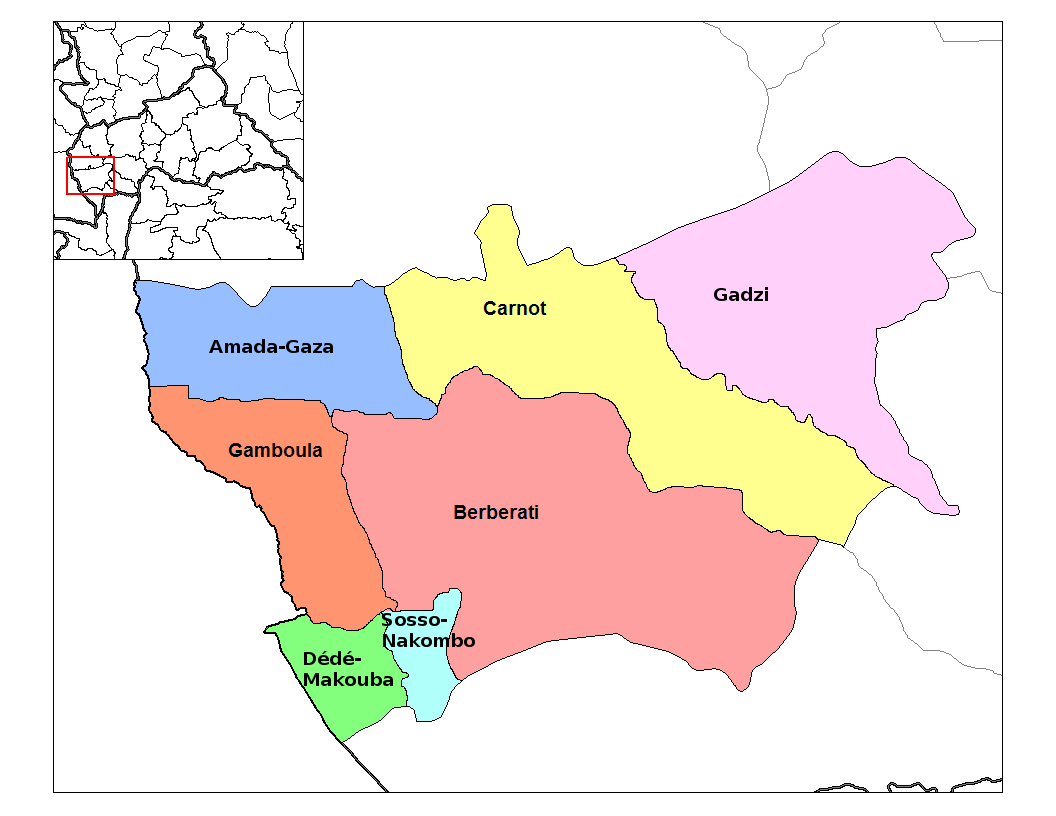
Sous-préfecture de Mambere-Kadei

- Amada-Gaza
- Berbérati
- Carnot
- Dédé-Makouba
- Gamboula
- Gadzi
- Sosso-Nakombo

## Mbomou

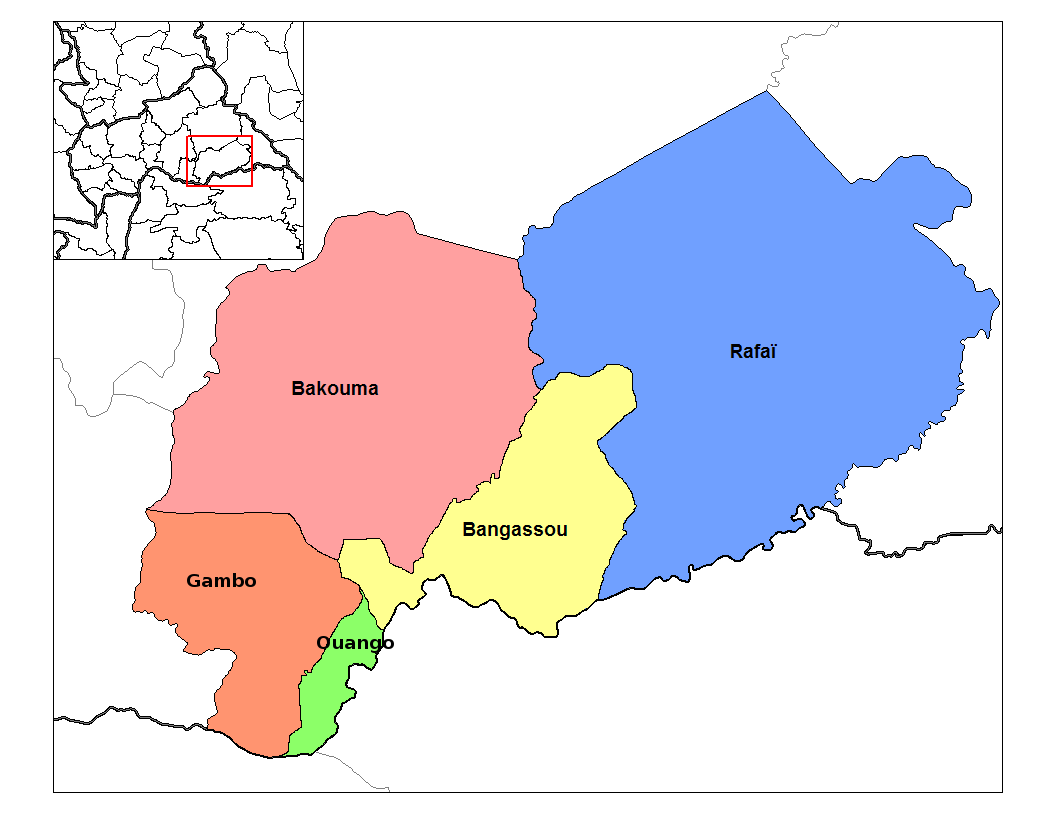
Sous-préfecture de Mbomou

- Bakouma
- Bangassou
- Gambo
- Ouango
- Rafaï

## Nana-Grébizi

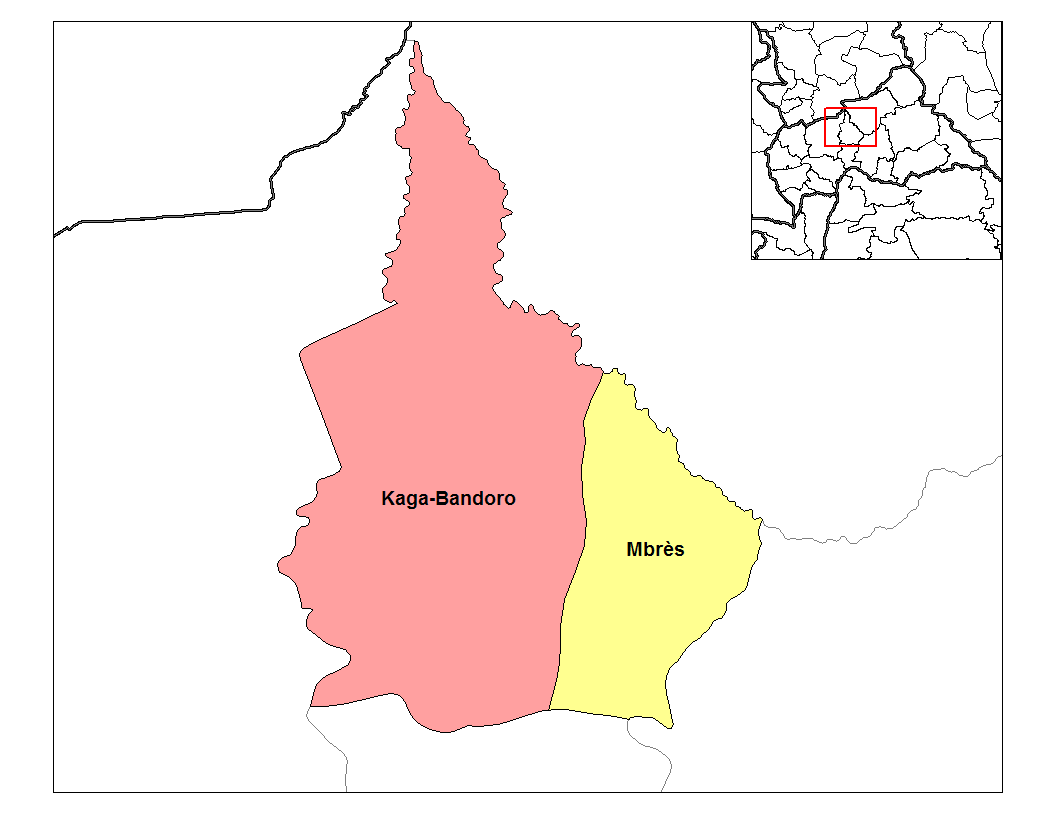
Sous-préfecture de Nana-Grebizi

- Kaga-Bandoro
- Mbrès

## Nana-Mambéré

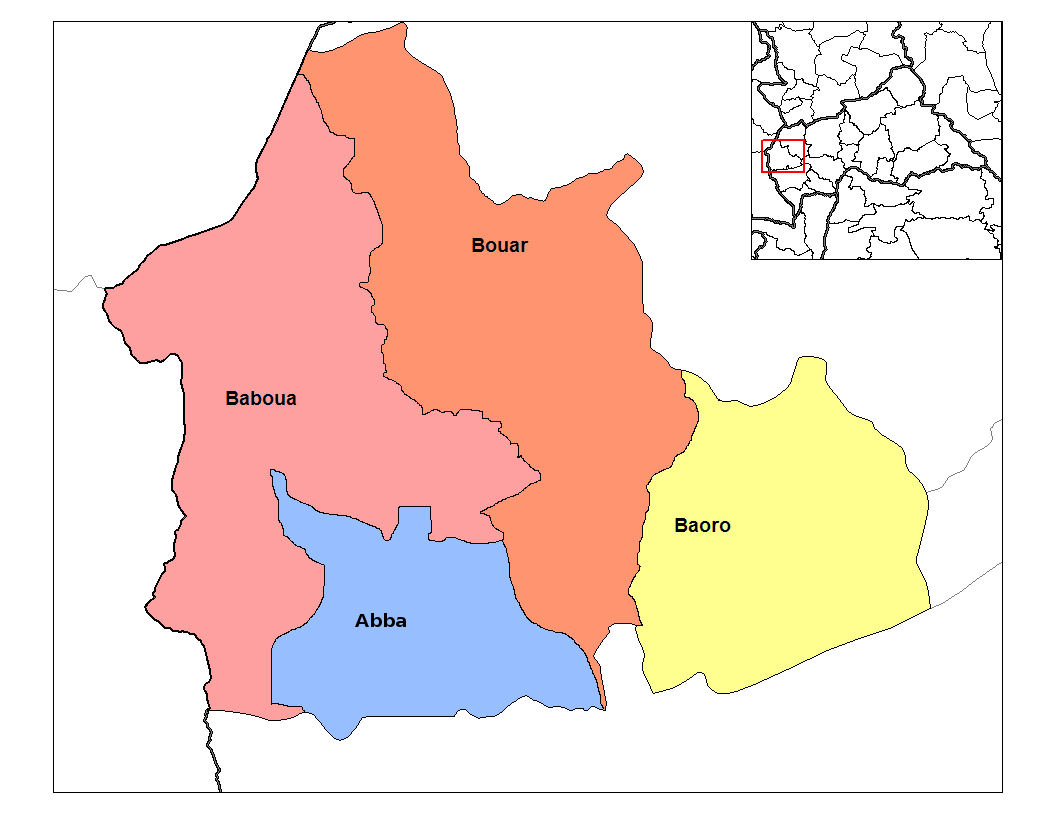
Sous-préfecture de Nana-Mambere

- Baboua
- Baoro
- Bouar
- Abba

## Ombella-M'Poko

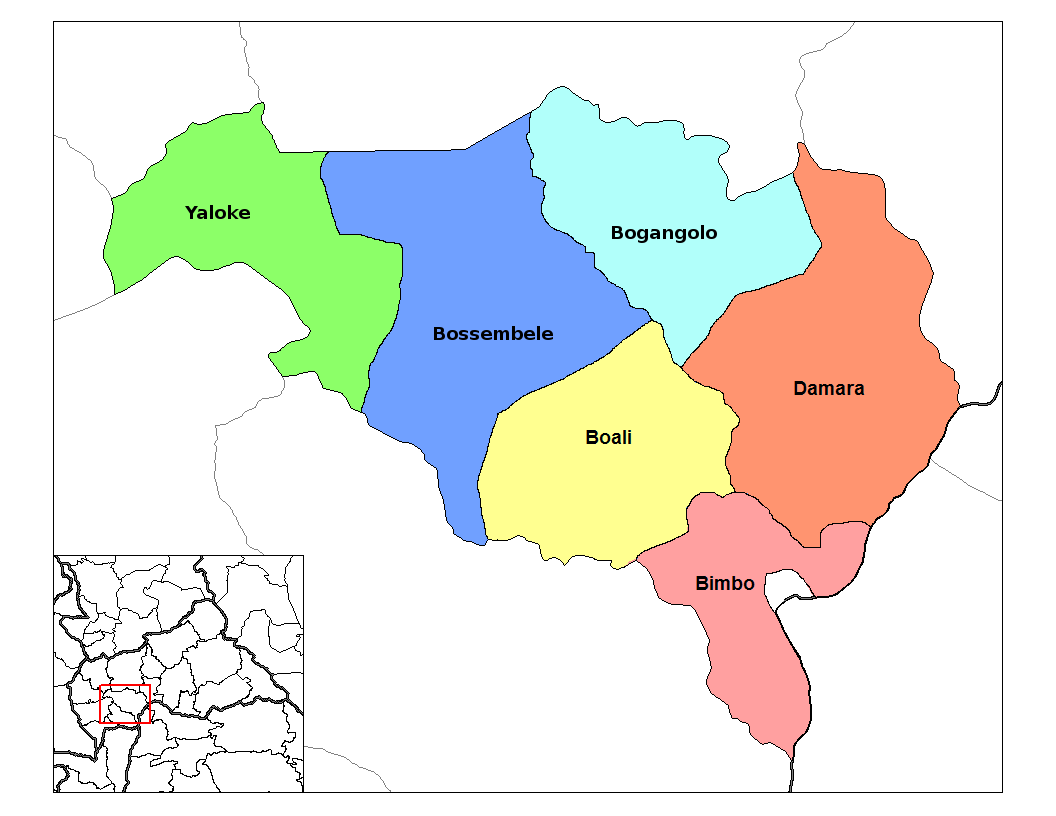
Sous-préfecture de Ombella-M'Poko

- Bimbo
- Boali
- Damara
- Bogangolo
- Yaloké
- Bossembélé

## Ouaka

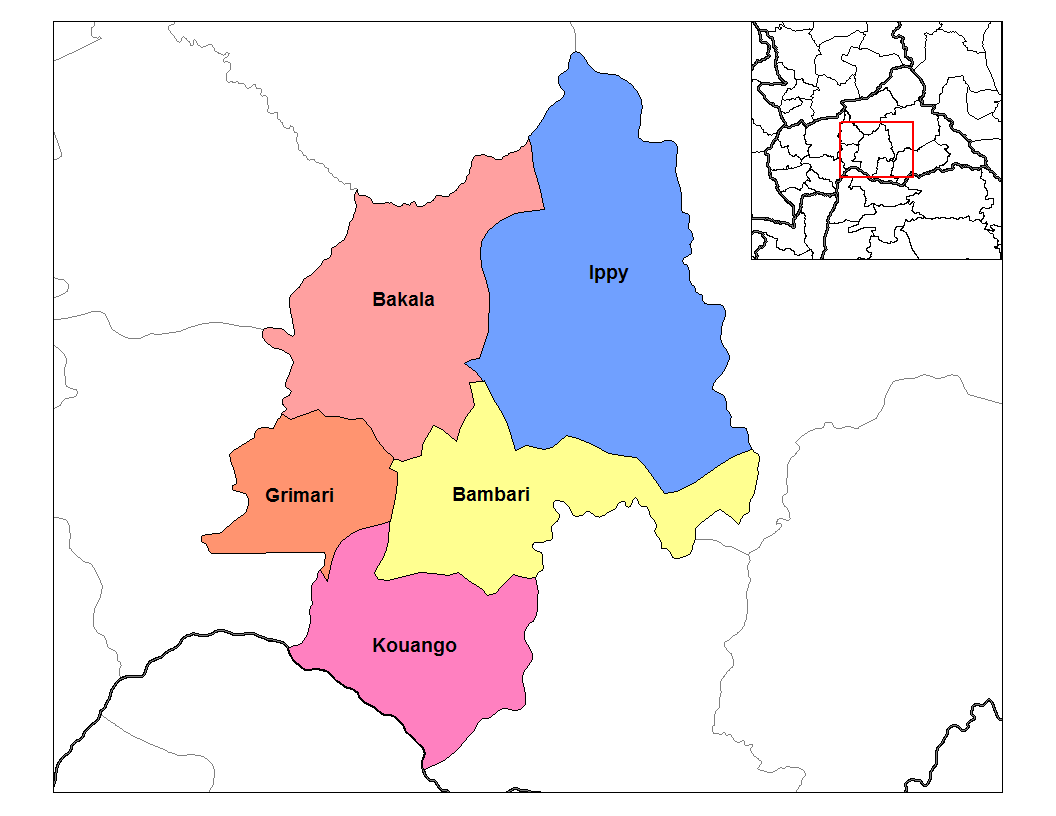
Sous-préfecture de Ouaka

- Bakala
- Bambari
- Grimari
- Ippy
- Kouango

## Ouham

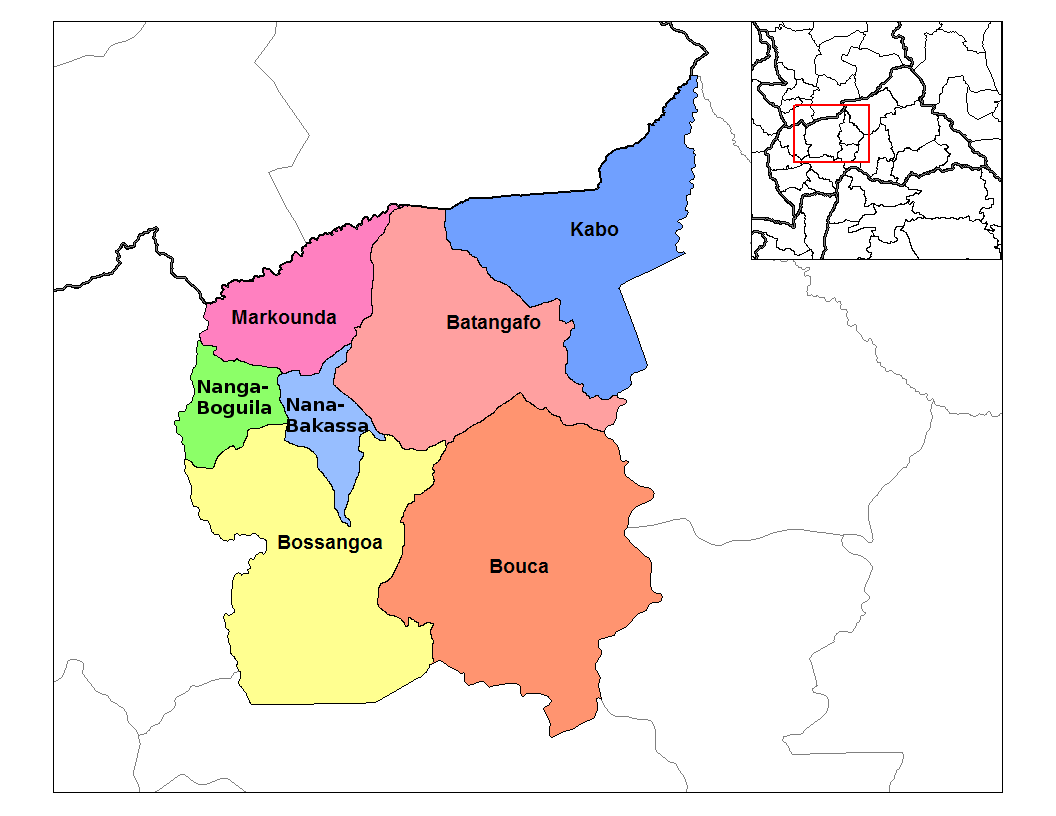
Sous-préfecture de Ouham

- Batangafo
- Bossangoa
- Bouca
- Kabo
- Markounda
- Moyenne-Sido
- Nana-Bakassa
- Nanga Boguila

## Ouham-Pendé

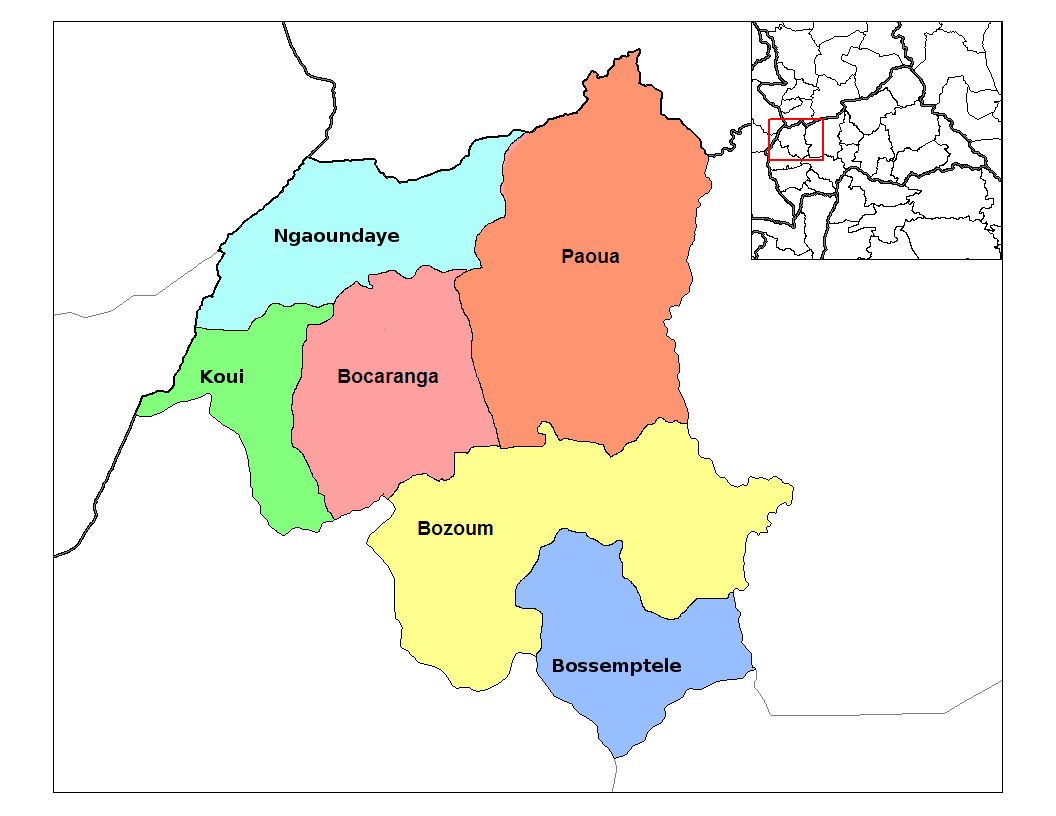
Sous-préfecture de Ouham-Pende

- Bocaranga
- Bozoum
- Paoua
- Bossemptélé
- Koui
- Ngaoundaye

## Sangha-Mbaéré

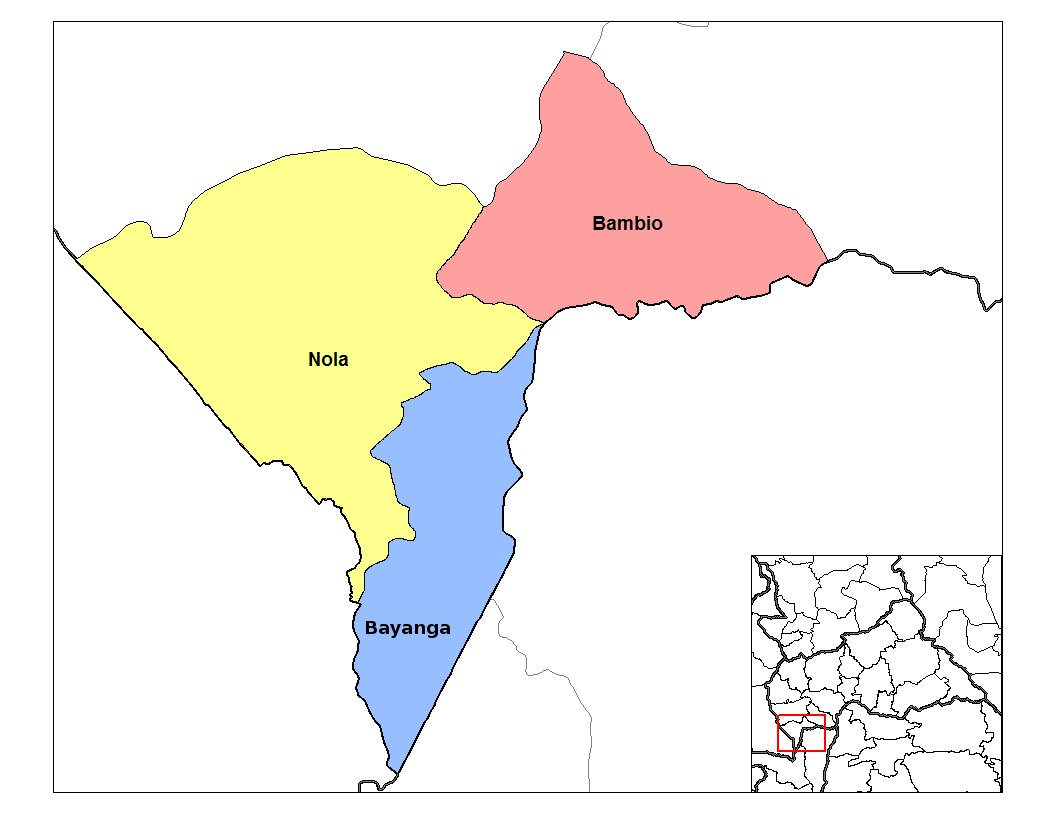
Sous-préfecture de Sangha-Mbaere

- Bambio
- Bayanga
- Nola

## Vakaga

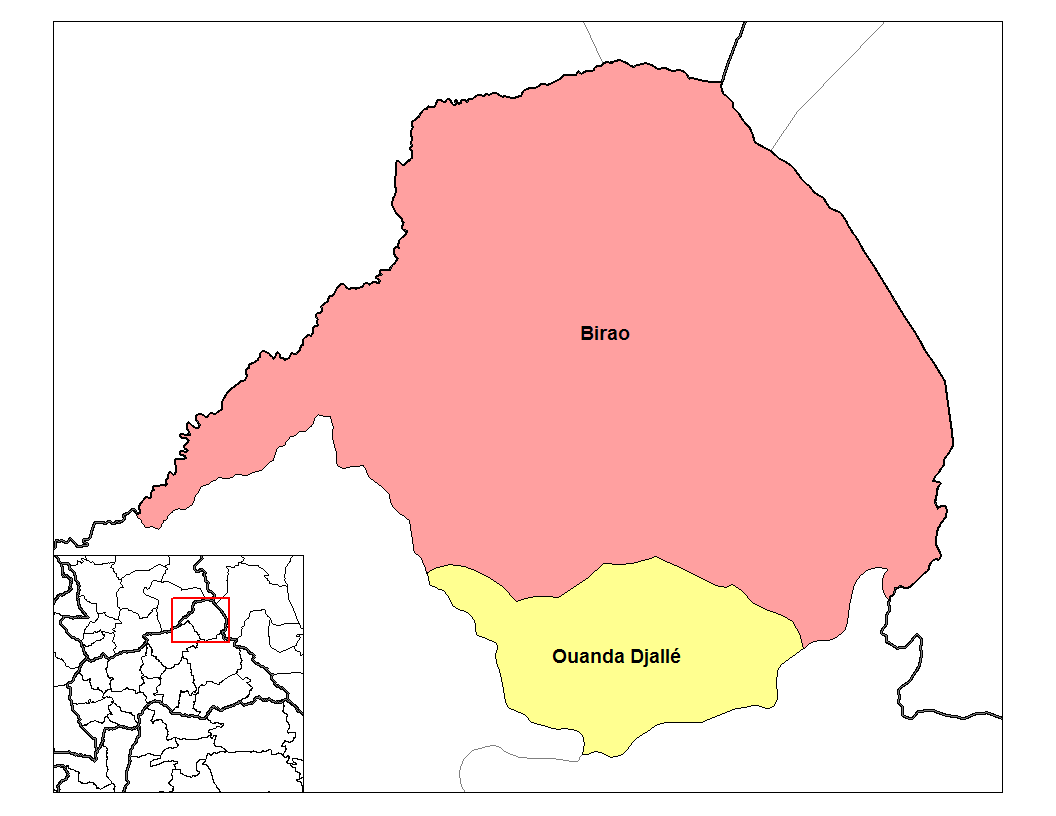
Sous-préfecture de Vakaga

- Birao
- Ouanda Djallé